# جلال الدين فيروز شاه
السلطان جلال الدين فيروز شاه (توفي 4 رمضان 694 هـ/18 يوليو 1295 م) هو أول سلطان خلجي، أطاح بنظام الحكم في مدينة دلهي التي كان يحكمها كيقباذ حفيد غياث الدين بلبن، وكان كيقباد شابا لاهيا منصرفا عن إدارة الدولة. أعلن فيروز نفسه سلطانا، ولقب نفسه بجلال الدين، وذلك في الثاني من جمادى الآخرة 689 هـ/ 13 يونيو 1290 م وكان عمره في ذاك الوقت يقارب السبعين عاما. بني عاصمة له على بعد أميال من دلهي وسماها كيلوخري.
استطاع السلطان جلال الدين أن يجذب القلوب التي كانت نافرة منه بعد اجتياح قواته مدينة دلهي وقتلها كيقباد وعفا عن بعض الثائرين عليه، وفكَّ أغلالهم، وأجلسهم بمجلسه، وقال لهم: «كنتم زملائي، وقد جعلني الله ملكا؛ فأنا أشكر الله على نعمته، ولا أنسى الماضي، وأنتم بوفائكم لأميركم من "آل بلبن" قد قمتم بواجبكم، ولا يمكن أن أحاسبكم على هذا الوفاء».
نجح السلطان في رد غارات المغول حين عاودوا هجومهم على الهند، في مئة ألف من الجند، وأسر منهم ألوفا، وأنزلهم بضواحي دلهي، ثم خرج في سنة 694 هـ/1294 م لفتح الدكن، وتمكن من التغلب على إمارة ديوكر الهندية، ودخل الدكن؛ فكان أول من دخلها من سلاطين المسلمين.
وكان من إفراط السلطان في حسن الظن بمن حوله أن استطاع ابن أخيه، وزوج ابنته، علاء الدين محمد أن يستدرجه إلى مقامه في كـَرة؛ بدعوى مشاهدة بعض الغنائم الثمينة التي أتى بها من الدكن، ودبر له من قتله قبل أن يلتقيا في 4 رمضان 694 هـ/18 يوليو 1296 م.